# 狭山池まつり

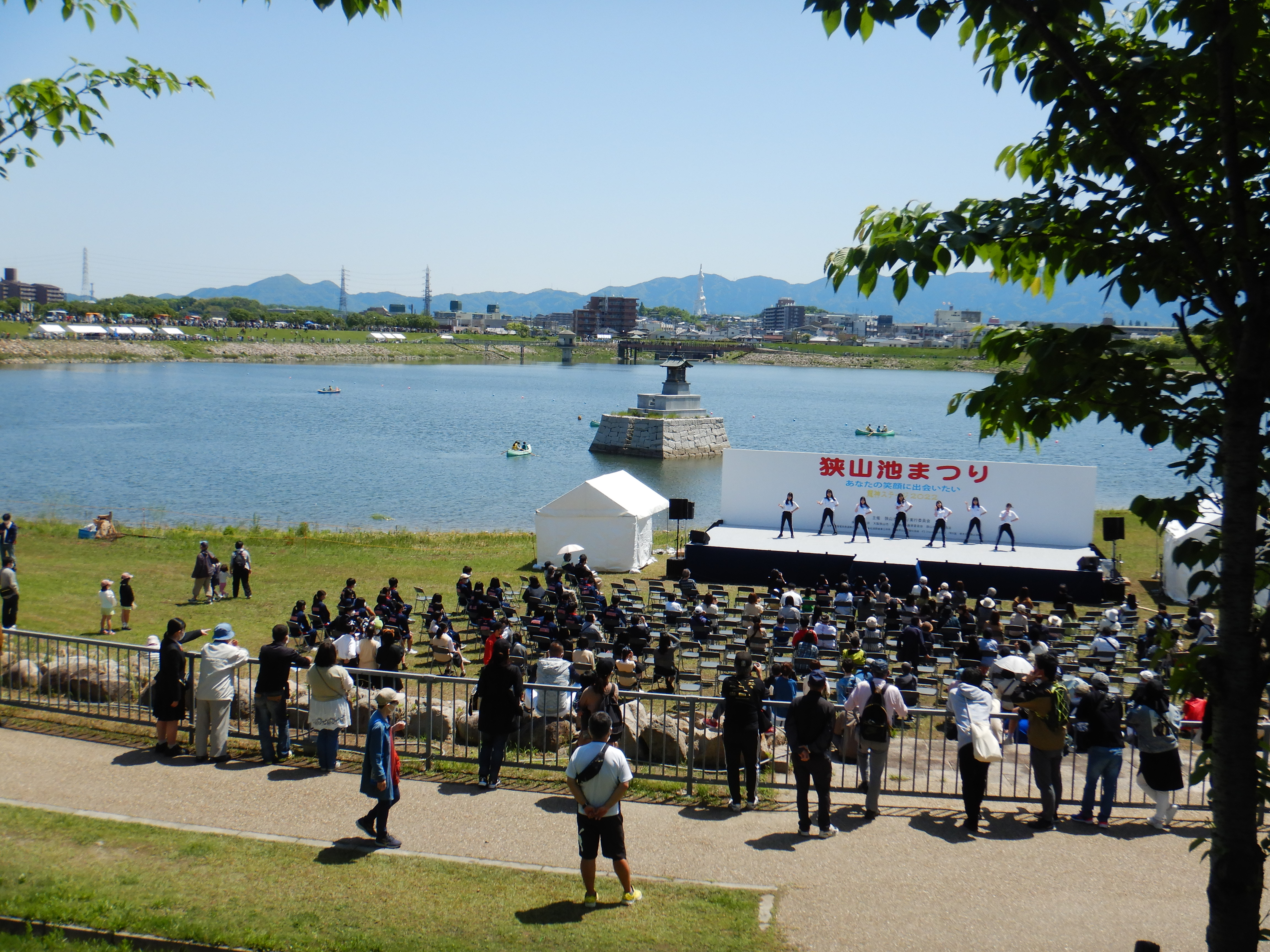
2022狭山池まつり（龍神舞台）

狭山池まつり（さやまいけまつり）は、大阪府大阪狭山市で行われる祭。主催は狭山池まつり実行委員会。
狭山池の「平成の大改修」（1982年（昭和57年）台風第10号での氾濫をうけての治水ダム化工事、1988年 - 2002年）の完成を祝って初回（2002年4月27・28日）が行われて以来、毎年4月最終の土日に開催されている。
現在では大阪狭山市内外から多くの人たちが集う、大阪狭山市内最大のイベントとなっている。

## 概要
- 日時 - 毎年4月最終の土日
- 会場 - 狭山池公園（狭山池堤）・さやか公園・大阪府立狭山池博物館
- 内容 - 龍神舞台（龍神社 近くのステージ）、音楽イベント、ガレージセール、模擬店･キッチンカー、こうりゅう広場（市民交流）、灯火輪（堤防に沿って設置された篝火･蝋燭）、花火 など
- 参加団体
  - 主催 - 狭山池まつり実行委員会（事務局はNPO法人「まちづくり21」）
  - 後援 - 大阪府・大阪狭山市・大阪狭山市教育委員会・狭山池土地改良区

## アクセス
- 南海高野線 大阪狭山市駅もしくは金剛駅から徒歩
- 大阪狭山市循環バス（コミュニティバス） 「副池前」「狭山池博物館前」「市役所」「北村」「亀の甲」で下車
- 開催当日は、周辺の市営無料駐車場は閉鎖されて臨時駐輪場となる。

## その他活動
クリーンアクション
- 狭山池まつり実行委員会の主催で、毎月第4土曜日に狭山池周辺の清掃活動が行われている。周辺団体の協力を得ながら、狭山池ダム完成直後の2002年7月より20年以上も清掃活動が続けられている。
- 2012年度に国土交通省の水資源功績者表彰を受け[3]、2021年度に土木学会関西支部地域活動賞を受賞した[4][5]。

さやりんBase
- 狭山池公園の案内所。狭山池まつり実行委員会が受託しており、地域交流の活動拠点となっている[6]。
- 詳細は狭山池公園参照